# Padilla sartor
Padilla sartor là một loài nhện trong họ Salticidae.
Loài này thuộc chi Padilla. Padilla sartor được Eugène Simon miêu tả năm 1900.